# Humberto Andrade Quezada
Humberto Andrade Quezada (León, Guanajuato, 1 de mayo de 1955) es un político mexicano, miembro del Partido Acción Nacional, ha sido diputado federal y fue senador por Guanajuato de 2006 a 2012.
Es licenciado en Psicología egresado de la Universidad Iberoamericana León, ha sido electo diputado federal a la LVI Legislatura por el XI Distrito Electoral Federal de Guanajuato de 1994 a 1997, Síndico del Ayuntamiento de León, Guanajuato de 2000 a 2003 y Diputado al Congreso de Guanajuato de 2003 a 2006 en que fue coordinador del Grupo Parlamentario del PAN. Desde 2006 es Senador por Guanajuato para el periodo que culmina en 2012.